# Тубольцев Дмитро Сергійович
Дмитро Сергійович Тубольцев — український актор і режисер, учасник АТО.

## Біографія
Народився 15 квітня 1979 року в м. Рені, Одеській області.
У 2000 році закінчив акторський факультет Театрального інституту ім. Карпенко-Карого (майстерня Б. П. Ставицького).
У 2002—2007 рр. був актором і режисером в Київському театрі «Ательє 16».
У 2001—2015 рр. був актором Київського академічного Молодого театру.
Був активним учасником Революції Гідності. Після Майдану відправився добровольцем ДУК ПС на фронт і захищав країну у с. Піски.
З АТО був викликаний на зйомки серіалу «Гвардія» де зіграв роль добровольця «Вуйка».
у 2017 році знявся у фільмі Володимира Тихого Брама
У 2019 знявся у фільмі Наші Котики.

## Режисерські роботи
«Віктор, або діти при владі» («Яйце коня»), Р. Вітрак (театр «Ательє 16»);
«Той, хто з неба впав», О. Вратарьов (театр «Ательє 16»);
«Петрик П'яточкін», О. Вратарьов;
«З Новим роком, або Як ми його врятували», Д. Тубольцев.

## Особисте життя
Деякий час зустрічався з Тіною Кароль. Написав для неї пісню «Обіцяй» та «Твої гріхи»